# Foua Ernest de Saint-Sauveur
 (juin 2022).
La mise en forme du texte ne suit pas les recommandations de Wikipédia : il faut le « wikifier ».
Les points d'amélioration suivants sont les cas les plus fréquents. Le détail des points à revoir est peut-être précisé sur la page de discussion.
- Les titres sont pré-formatés par le logiciel. Ils ne sont ni en capitales, ni en gras.
- Le texte ne doit pas être écrit en capitales (les noms de famille non plus), ni en gras, ni en italique, ni en « petit »…
- Le gras n'est utilisé que pour surligner le titre de l'article dans l'introduction, une seule fois.
- L'italique est rarement utilisé : mots en langue étrangère, titres d'œuvres, noms de bateaux, etc.
- Les citations ne sont pas en italique mais en corps de texte normal. Elles sont entourées par des guillemets français : « et ».
- Les listes à puces sont à éviter, des paragraphes rédigés étant largement préférés. Les tableaux sont à réserver à la présentation de données structurées (résultats, etc.).
- Les appels de note de bas de page (petits chiffres en exposant, introduits par l'outil «  Source ») sont à placer entre la fin de phrase et le point final[comme ça].
- Les liens internes (vers d'autres articles de Wikipédia) sont à choisir avec parcimonie. Créez des liens vers des articles approfondissant le sujet. Les termes génériques sans rapport avec le sujet sont à éviter, ainsi que les répétitions de liens vers un même terme.
- Les liens externes sont à placer uniquement dans une section « Liens externes », à la fin de l'article. Ces liens sont à choisir avec parcimonie suivant les règles définies. Si un lien sert de source à l'article, son insertion dans le texte est à faire par les notes de bas de page.
- La présentation des références doit suivre les conventions bibliographiques. Il est recommandé d'utiliser les modèles {{Ouvrage}}, {{Chapitre}}, {{Article}}, {{Lien web}} et/ou {{Bibliographie}}. Le mode d'édition visuel peut mettre en forme automatiquement les références.
- Insérer une infobox (cadre d'informations à droite) n'est pas obligatoire pour parachever la mise en page.

Pour une aide détaillée, merci de consulter Aide:Wikification.
Si vous pensez que ces points ont été résolus, vous pouvez retirer ce bandeau et améliorer la mise en forme d'un autre article.
Foua Ernest de Saint Sauveur est un écrivain et homme de lettres ivoirien,. Enseignant de formation, il est né le 8 novembre 1953, à Alépé, localité située dans le Sud de la Côte d'Ivoire (Région des Lagunes).

## Biographie
Originaire du Centre-Ouest de la Côte d’Ivoire, dans le département de Vavoua, Foua Ernest de Saint-Sauveur est né le 8 novembre 1953 à Alépé en Côte d'Ivoire.
Cinquième président de l’Association des Écrivains de Côte d’Ivoire (2004-2011); marié et père de cinq enfants, ce professeur des CAFOP (centres pédagogiques, chargés de la formation des instituteurs et institutrices, en Côte d’Ivoire) et animateur des émissions littéraires et culturelles sur ONUCI FM, la radio des Nations unies en Côte d’Ivoire, est également un critique littéraire et Directeur de publication du Magazine Zaouli.
Président honoraire de l’Association des Écrivains de Côte d’Ivoire, Ernest de Saint Sauveur Foua est une des figures majeures de la littérature ivoirienne.

## Carrière
Chroniqueur au journal indépendant "Le Jour" ou il anime hebdomadairement la chronique «Questions de Temps».
( 2000 à 2002), Foua Ernest de Saint Sauveur a par la suite, animé la chronique hebdomadaire au journal indépendant "24 Heures" (Chroniques Citoyennes,2002 à 2010).
Romancier, préfacier et nouvelliste, il a été élu président de l’Association des écrivains de Côte d'Ivoire (AECI) de 2004 à 2011
.
Fondateur et Directeur de Publication du Magazine culturel « Zaouli » , il devient le Directeur General des « Éditions Saint Sauveur » dont il est également le fondateur.

## Œuvres

### Individuelles
- Le Joker de Dieu (Roman, Editions CEDA, 1986)
- Le sentier des rêves maudits (Roman, Editions CEDA, 1998)
- Prison d’en France (Nouvelles, Cercle Editions, 2007)
- Echos de la République du Zouglou (Chroniques, Editions Balafons, 2012)
- Matins Orphelins (Roman, Editions Saint Sauveur, 2014)[9]
- L’Antichambre du Royaume (Essai, 2019)[10],[11]
- Echos de la République du Zouglou (Chroniques, Tomes 2 et 3, 2021)
- Nous sommes tous des Samba Diallo (Essai, 2021)[8]
- Dieu n’est pas notre parent (Essai, 2021)[8]
- Profession : Grilleurs d’arachides (Essai, 2021)[8].

### Collectives
- Des paroles de Côte d’Ivoire pour Haïti (2010)[12]
- Bernard Binlin Dadié, l’homme siècle (2016).

## Distinctions
- Chevalier de l’Ordre du Mérite Culturel, en 2007
- Officier de l’Ordre du Mérite National, en 2013.